# زبان یوروبایی
زبان یوروبایی (Yorùbá) از خانوادهٔ زبان‌های نیجر-کنگو است که در غرب آفریقا رواج دارد. این زبان که حدود ۲۰ میلیون تن در کشورهای نیجریه، توگو و بنین گویشور دارد و البته در هیچ‌کدام از این کشورها، زبان رسمی نیست.